# Arnaud Démare
Arnaud Démare (født 26. august 1991) er en professionel fransk cykelrytter, som kører for UCI WorldTeam Arkéa-B&B Hotels. I 2011 vandt han VM i landevejscykling for U23, og i 2016 vandt han Milano-Sanremo.

## Meritter
2010
4. etape, Coupe des Nations Ville Saguenay
GP de Pérenchies
2011
La Côte Picarde
1. og 4. etape, Coupe des Nations Ville Saguenay
GP de Pont-à-Marcq / Ronde Pévèloise
3. etape, Tour Alsace
U23-verdensmester på landevej
2012
6. etape, Tour of Qatar
Le Samyn
2. etape, Tre dage ved Vestflandern
Cholet-Pays de Loire
Vattenfall Cyclassics
2013
Grand Prix de Denain
1., 2. og 3. etape + samlet, Fire dage ved Dunkerque
4. etape, Tour de Suisse
RideLondon Classic
2. etape, Eneco Tour
Grand Prix d'Isbergues
2014
6. etape, Tour of Qatar
1. og 2. etape + samlet, Fire dage ved Dunkerque
2. og 3. etape + samlet, Tour de Picardie
 Fransk mester på landevej
Halle-Ingooigem
Kampioenschap van Vlaanderen
Grand Prix d'Isbergues
1., 2. og 4. etape + samlet, Tour de l'Eurométropole
2015
3. og 4. etape, Belgien Rundt
2016
2. etape, La Méditerranéenne
1. etape, Paris-Nice
Milano-Sanremo
5. etape, Route du Sud
Binche-Chimay-Binche
2017
1. og 4. etape, Étoile de Bessèges
1. etape, Paris-Nice
Grand Prix de Denain
2. etape, Fire dage ved Dunkerque
2. etape, Critérium du Dauphiné
Halle-Ingooigem
4. etape, Tour de France
 Fransk mester på landevej